# Сватилово
Сватилово — деревня в Междуреченском районе Вологодской области.
Входит в состав Ботановского сельского поселения, с точки зрения административно-территориального деления — в Ботановский сельсовет.

## География
Расстояние по автодороге до районного центра Шуйского — 37 км, до центра муниципального образования Игумницева — 5 км. Ближайшие населённые пункты — Лаврентьево, Марково, Пустошново.

## Население
| 2010 |
| ---- |
| 3    |

По переписи 2002 года население — 4 человека.

## Инфраструктура
Личное подсобное хозяйство с зоной сельскохозяйственного использования, индивидуальная застройка усадебного типа.

## Транспорт
Просёлочная дорога. 